# Véritables préludes flasques (pour un chien)
Véritables préludes flasques (pour un chien) est un recueil de trois pièces pour piano d'Erik Satie, composé en 1912. 

## Présentation
Nullement découragé par le refus de l'éditeur Demets de publier les Préludes flasques (pour un chien), Satie, au contraire, s'attelle à la composition d'un nouveau recueil dès août 1912, publié cette fois l'année même : les Véritables préludes flasques (pour un chien).
La partition porte en exergue une citation du pianiste Ricardo Viñes : « Très neuf heures du matin ».
Le cahier est créé par Ricardo Viñes le 5 avril 1913 au cours du 399e concert de la Société nationale de musique,,, à la salle Pleyel, où les pièces seront bissées,.

## Structure
L’œuvre, d'une durée d'exécution de quatre minutes environ, comprend trois mouvements :
1. Sévère réprimande — Vif (sans trop)
2. Seul à la maison — Doucement
3. On joue — Aller

## Analyse

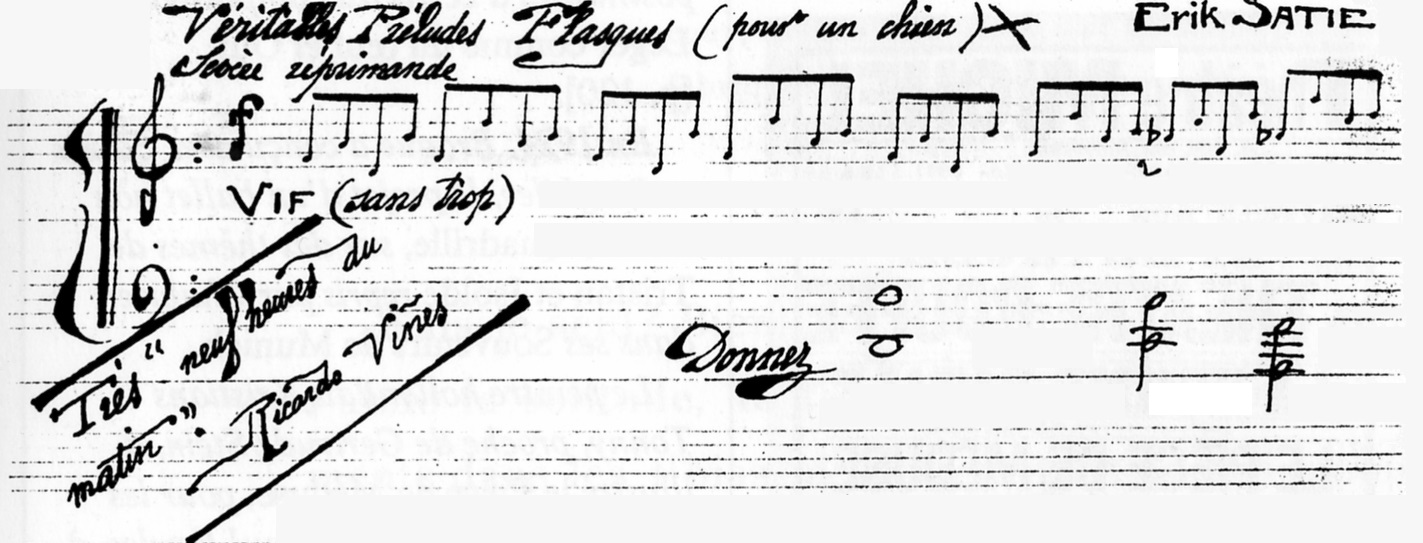
Erik Satie, manuscrit du début de Sévère réprimande.

« Boutades autobiographiques aux titres pittoresques » selon la musicologue Adélaïde de Place, ces Véritables préludes flasques reprennent le scénario des Préludes flasques, en y apportant quelques nouveautés notables : « disparition des barres de mesure, assouplissement de la ligne mélodique, et introduction d'annotations suggestives en latin (« corpulantus », « cæremonius », « pædagogus », etc.) ». Guy Sacre considère la musique de ce nouveau recueil de préludes de Satie comme « un rien plus abstraite, plus pince-sans-rire que celle des premiers Préludes ».
La première pièce du cahier, Sévère réprimande, est une sorte de toccata, avec un ostinato à la main droite du piano et un thème de choral en octaves à la main gauche. 
La deuxième pièce, Seul à la maison, est interprétée par Adélaïde de Place comme une transposition de la « journée du musicien solitaire dans sa modeste maison d'Arcueil ». Guy Sacre la dépeint quant à lui comme une  « douce élégie ». 
Enfin, la pièce qui clôt le recueil, On joue, est une sorte de petite étude pour les quartes et les quintes chromatiques, « où passent les rythmes syncopés du music-hall ».

## Discographie
- Tout Satie ! Erik Satie Complete Edition[8], CD 4, Aldo Ciccolini (piano), Erato 0825646047963, 2015.
- Satie : Gymnopédies - A Selection of Piano Pieces, Klara Körmendi (piano), Naxos 8.550305[9], 2001.
- Erik Satie Piano Music, Håkon Austbø (piano), Brilliant Classics 99384, 1999.